# Biotopo Inghiaie
Il Biotopo Inghiaie è un'area naturale protetta di 30 ettari in Trentino-Alto Adige istituita nel 1992, a protezione di un'importante zona unica in Valsugana. Ricade interamente nel territorio comunale di Levico Terme.